# Franz Xaver Gruber

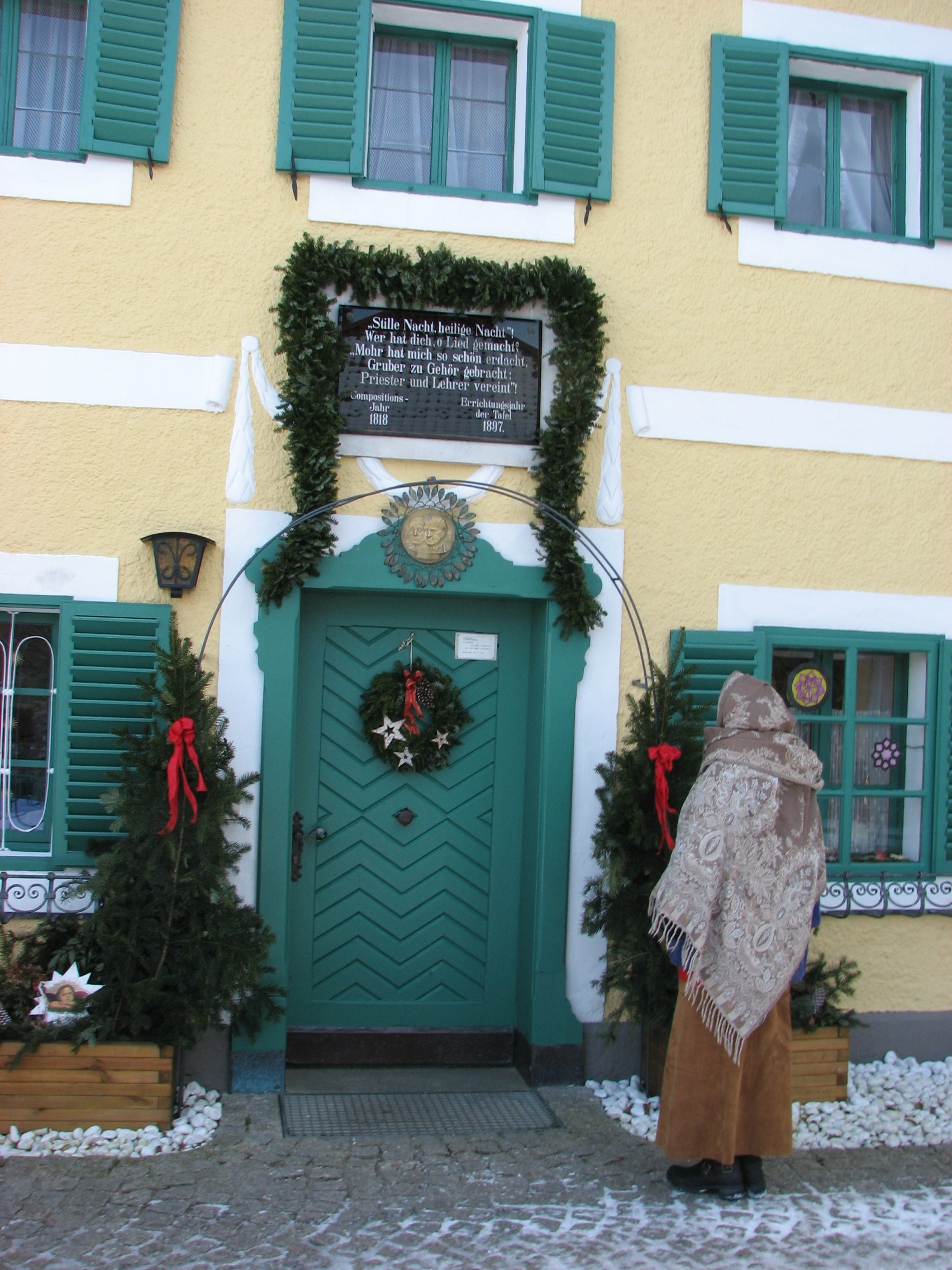
Gruberova škola v Arnsdorfu u Lamprechtshausenu (v roce 2003)

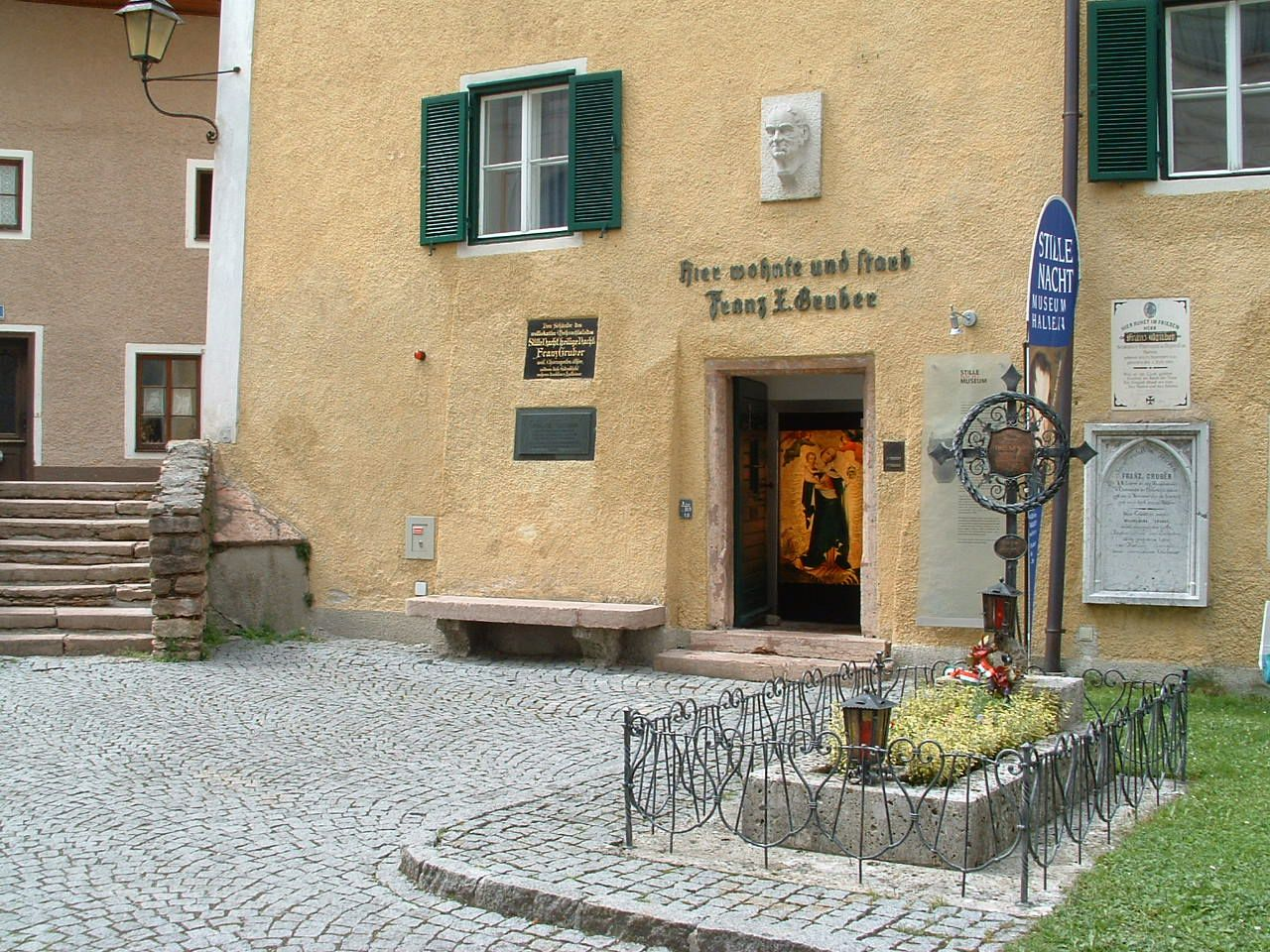
Hrob Franze Xavera Grubera před jeho domem

Franz Xaver Gruber (25. listopadu 1787 Steinpointsölde, Hochburg-Ach – 7. června 1863 Hallein) byl rakouským skladatelem a autorem melodie světoznámé vánoční koledy Tichá noc.

## Život
Narodil se jako páté ze šesti dětí v osadě Steinpointsölde u Hochburgu severně od Salcburku. Jeho rodiče se jmenovali Josef a Anna, a pracovali jako tkalci. Na jejich práci se však podílela celá rodina včetně dětí. Do životní dráhy F. X. Grubera zasáhl učitel Andreas Peterlechner, který si všiml jeho talentu pro hudbu a začal ho učit na varhany. Gruberův otec však trval na tom, že do osmnácti let musí Franz Xaver pracovat jako tkadlec. Nicméně, když podle jedné zprávy, učitel onemocněl, na jeho místo za varhany usedl dvanáctiletý F. X. Gruber, a na jeho hru byl hrdý i Franzův otec. Prozíravý učitel zprostředkoval Gruberovi studium hry na varhany a připravil ho na učitelské zkoušky. Ty F. X. Gruber úspěšně absolvoval v roce 1806. Když v nedalekém Arnsdorfu zemřel učitel a kostelník Engelsberger, získal F. X. Gruber jeho místo. Pozoruhodné je, že dvacetiletý Gruber si vzal za ženu o 13 let starší vdovu po svém předchůdci Marii Elisabeth Engelsbergerovou. Měli spolu ještě dvě děti. V Arnsdorfu působil dvacet let jako varhaník, kostelník a učitel. Jako pedagog byl školním inspektorem hodnocen jako nejlepší ze všech učitelů v kraji. V tomto dvacetiletém období zkomponoval řadu hudebních děl s církevní tematikou a patřila k nim právě Tichá noc (něm. Stille Nacht), kterou napsal během Štědrého dne v roce 1818 pro kostel v nedalekém Oberndorfu, ve kterém působil jako pomocný varhaník. Tato koleda se však slavnou stala až o mnoho let později, tak F. X. Gruber z jejího úspěchu nic neměl. Nejúspěšnější byl pro něho zřejmě rok 1820, kdy se slavilo 300 let posvěcení mariánského poutního kostela v Arnsdorfu. Na oslavy přišlo přes dvacet tisíc poutníků mezi nimiž byli i biskupové a opati z benediktinských opatství v Salcburku a Michaelbeuern. Při slavnostní mši pak poprvé zazněla Gruberem složená mše. Tím se z vesnického varhaníka stal uznávaný skladatel.
Prvním Gruberova manželka zemřela před padesátým rokem svého života a po krátkém období, když žil s dětmi sám, se znovu oženil. Vzal si svou bývalou žačku, o dvacet let mladší Marii Breitfußovou se kterou měl deset dětí. Ovšem i tato žena po čase zemřela a Gruber se oženil potřetí, tentokrát se starší ženou vdovou Katharinou Wimmerovou. Ze dvanácti Gruberových dětí do věku dospělosti přežily jen čtyři: Franz Xaver (* 27. listopadu 1826 v Lamprechtshausenu; † 18. dubna 1871 v Halleinu), Elisabeth (* 1. listopadu 1832 v Berndorfu; † 31. března 1902 v Halleinu), Amalie (* 9. června 1834 v Berndorfu; † 2. května 1871 v Halleinu) a Felix (* 18. května 1840 a † 11. ledna 1884 v Halleinu). V roce 1829 odešel Gruber z Arnsdorfu do Berndorfu, kde působil jako učitel sto třiceti dětí a zároveň zde byl i varhaníkem. Po několika letech získal místo varhaníka a dirigenta chóru v Hallein, kde působil až do své smrti v roce 1863. Pohřben byl naproti kostelu, ve kterém hrával a zároveň před domem kde bydlel.
Kromě talentu k hudbě měl i talent ke kreslení a zachovalo se jeho několik zajímavých obrazů, dnes umístěných v místním muzeu. Ačkoliv F. X. Gruber napsal kolem asi 90 hudebních děl, nejvíce ho proslavila koleda Stille Nacht.